# Эпсилон Южной Рыбы
Эпсилон Южной Рыбы (Epsilon PsA, ε Piscis Austrini, ε PsA, 18 Южной Рыбы) — вторая по яркости звезда в созвездии Южной Рыбы. Имеет видимую звёздную величину +4.18 и видна невооружённым глазом даже на городском небе (в зените).
Это бело-голубая звезда главной последовательности спектрального класса B8Ve, которая быстро вращается с прогнозируемой скоростью 216 км/с и экваториальной критической скоростью 301 км/с. Масса звезды в 4,1 раза превышает массу Солнца, а светимость её фотосферы в 661 раз превышает солнечную при эффективной температуре 11 066 К.
Эпсилон Южной рыбы движется по Галактике со скоростью 18,7 км/с относительно Солнца. По прогнозируемой галактической орбите он находится на расстоянии от 23 917 до 28 138 световых лет от центра Галактики.